# Iniciativa Polaca
La Iniciativa Polaca (polaco: Inicjatywa Polska, iPL) es un partido político progresista en Polonia.
Se formó como asociación en 2016 y se registró como partido político en 2019. Su líder es Barbara Nowacka y forma parte de la Coalición Cívica. Apoya los principios de la socialdemocracia y aboga por el laicismo. Se ha descrito como de centroizquierda y de izquierda.

## Historia
La asociación Iniciativa Polaca fue creada el 20 de febrero de 2016 por Barbara Nowacka, exmiembro de Tu Movimiento y la alianza electoral Izquierda Unida para las elecciones parlamentarias de 2015. Fue registrado como partido político en 2019.
En 2018 la Iniciativa se sumó a la Coalición Cívica para las elecciones locales. Dos de sus candidatos fueron elegidos para los sejmiks del voivodato.
La asociación se unió a la Coalición Europea para las elecciones al Parlamento Europeo de 2019. Sin embargo, por estar en proceso de registro como partido político, sus miembros no compitieron en la elección.
El partido se unió a la Coalición Cívica para las elecciones parlamentarias de 2019. Dos de los candidatos del partido, incluida su líder Barbara Nowacka y dos candidatos recomendados por el partido, fueron elegidos para el Sejm. La Coalición ganó 134 en total, perdiendo ante el partido gobernante Ley y Justicia.
La Iniciativa Polaca apoyó al candidato de la Coalición Cívica Małgorzata Kidawa-Błońska en las elecciones presidenciales de 2020. Más tarde, la Iniciativa polaca anunció que, como partido, no participaría en las elecciones del 10 de mayo debido al cambio de las reglas electorales debido a la pandemia de COVID-19. Sin embargo, después de que se moviera la elección, apoyó a Rafał Trzaskowski, quien se convirtió en el candidato de la Coalición Cívica después de la renuncia de Małgorzata Kidawa-Błońska. Trzaskowski luego perdió en la segunda ronda ante el titular Andrzej Duda.

## Ideología
La Iniciativa Polaca es un partido progresista, y socialdemócrata. Se asienta en la centroizquierda y se inclina hacia la izquierda en el espectro político.
El partido apoya la descentralización del poder y el aumento del poder de los gobiernos locales. También apoya la integración europea. En temas sociales, está en contra de cualquier forma de discriminación, con énfasis en la discriminación de género. El partido también aboga por la separación de la iglesia y el estado. El partido también apoya el aumento de la financiación del sistema de salud polaco.

## Desempeño electoral

### Sejm
| Año electoral | Líder                                                               | # de votos | % de voto | # de escaños totales ganados | +/–   | Gobierno resultante |
| ------------- | ------------------------------------------------------------------- | ---------- | --------- | ---------------------------- | ----- | ------------------- |
| 2019          | Bárbara Nowacka                                                     | 5,060,355  | 27.4 (#2) | 4/460                        | Nuevo | Ley y Justica       |
| 2019          | Como parte de la Coalición Cívica, que obtuvo 134 escaños en total. |            |           |                              |       |                     |

### Presidencial
| Año electoral | Candidato                 | 1.ª ronda          | 1.ª ronda       | 2.ª ronda          | 2.ª ronda       |
| Año electoral | Candidato                 | # de votos totales | % de voto total | # de votos totales | % de voto total |
| ------------- | ------------------------- | ------------------ | --------------- | ------------------ | --------------- |
| 2020          | Apoyó a Rafał Trzaskowski | 5,917,340          | 30.5 (#2)       | 10,018,263         | 48.9 (#2)       |

### Asambleas Regionales
| año electoral | Porcentaje de votos                                                 | Número de escaños totales ganados | +/–   |
| ------------- | ------------------------------------------------------------------- | --------------------------------- | ----- |
| 2018          | 27.0 (#2)                                                           | 2/552                             | Nuevo |
| 2018          | Como parte de la Coalición Cívica, que obtuvo 194 escaños en total. |                                   |       |

## Liderazgo[15]
Líder
- Bárbara Nowacka

Secretario
- Tomasz Sybilski

Tesorero
- Katarzyna Osowiecka

Otros miembros
- Anna Uzdowska-Gacek
- Bárbara Starska
- Dariusz Jonski
- Szymon Wiłnicki
- Adam Ostaszewski
- Mateusz Rambacher
- Arkadiusz Dzierżyński